# Kulturowa teoria gatunku
Kulturowa teoria gatunku – jeden z kierunków w badaniach genologicznych, ujmujący potrzeby społeczne i kulturalne eksplikujące się poprzez obyczaje i nawyki, z których na drodze abstrahowania rozwinął się poszczególny gatunek. 
Niezaprzeczalnym dowodem kulturowej roli gatunku jest istnienie konkretnych określeń genologicznym w codziennym słowniku użytkowania tekstów, a także w języku krytycznym jako element orientujący i identyfikujący. Tego typu badania czerpią z doświadczeń studiów etnograficznych, porzucając definicje na rzecz opisu, synkretyzm na rzecz analizy historycznej, ujmują ewolucyjny charakter obiektu i kontekstowe ukierunkowania rządzące jego specyfiką. 
Teoria ta zajmuje się rolą gatunku w perspektywie cywilizacyjnej, a przede wszystkim jego udziałem w tworzeniu się zjawisk społecznych, w procesie jego konwencjonalizacji, jak również rolą instytucji w promocji i powstaniu, rozwoju i definiowaniu danego gatunku, gruntowaniu gatunku jako kanonu, zależności gatunku od zjawisk kulturowych, jego rolą w procesie umacniania dominujących konwencji społecznych i funkcją w aspekcie społeczno–historycznym, czyli rolą gatunku w kształtowaniu kontekstu swego wystąpienia. Kulturowe czynniki nie mają charakteru wyłącznie historycznego, obejmują: lingwistykę, krytykę feministyczną, badania kulturowe i studia kolonialne. 
Teoria kieruje genologię w stronę zjawisk ignorowanych przez dotychczasowe dyskursy dominujące takie jak: pamiętniki kobiet, brukowe romanse, ludowe erotyki, gatunki mas mediów, blogi, gry komputerowe. Wśród gatunków budzących zainteresowanie znajdują się również te z przestrzeni literatury popularnej, które stanowią istotny rezerwuar danych opisujących zjawiska kulturowe.
Teoria ta może również zajmować się zjawiskiem wpływu kultury na genologiczny kształt literatury, gdyż studia kulturowe badają świat tekstów nie jedynie jako rezerwuar danych o kulturze, jako przekaz nie wprost, ale ujawniający procesy społeczne i kulturowe, które ukrywają się za literackim językiem form. Dyskurs gatunkowy traktowany jako swoista wypowiedz może stać się terenem poszukiwania modelu antroposfery, całościowego świata człowieka jako uporządkowanej całości.